# Варламов Руслан Валерійович
Варламов Руслан Валерійович (н. 6 липня 1970, Харків) — український живописець, викладач живопису.

## Біографія
У 2002 році закінчив Харківське Художнє училище.
3 1994 року — учасник багатьох всеукраїнських, обласних та групових виставок.
Роботи знаходяться у приватних колекціях в Україні та за кордоном.
У 2006 році став переможцем у виставці «Кораблі і море» в Харківській галереї «Маестро».
Працює у галузі станкового живопису, основний матеріал — олія. Переважають жанри романтичного пейзажу та натюрморту, також пише портрети. У питанні напрямку художньої школи сам Р. Варламов ранні роботи відносить до академічного стилю, а нові — до імпресіонізму.